# Vyšehoří
Vyšehoří (niem. Wyschehor) – gmina w Czechach, w powiecie Šumperk, w kraju ołomunieckim. Według danych z dnia 1 stycznia 2012 liczyła 223 mieszkańców.